# Conrad Murray
Conrad Robert Murray, MD (Saint Andrew Parish, 19 de fevereiro de 1953) é um cardiologista granadino-americano, originário da Paróquia de Santo André (em inglês Saint Andrew Parish). Ele foi o médico pessoal de Michael Jackson até à morte deste em 25 de junho de 2009, no qual ele estava envolvido. Posteriormente, foi acusado de homicídio involuntário, julgado e condenado a quatro anos de prisão, dos quais serviu dois.

## Vida
Murray foi criado por seus avós maternos que eram fazendeiros em Granada até ele se juntar à sua mãe, Milta, em Trinidad e Tobago quando tinha 7 anos de idade. Ele cresceu pobre no Porto de Espanha, a capital de Trinidad e Tobago. Ele não conheceu seu pai, Andrew Rawle, também médico, até os 25 anos. Andrew, que morreu em 2001, foi dedicado a prestar serviços médicos aos pobres. Murray terminou o ensino médio e trabalhou como professor voluntário de ensino fundamental em Trinidad por um tempo.

## Educação
Em 1973, Murray mudou-se para Houston, Texas, onde seu pai trabalhou, para frequentar a Universidade do Texas Southern e se formou com um diploma em ciências pré-medicinais e biológicas. Murray continuou sua educação no Meharry Medical College, em Nashville, no Tennessee, na mesma escola em que o pai participou e na primeira escola do sul para os afro-americanos.[carece de fontes?] Ele começou seu treinamento médico intensivo na Mayo Clinic em Rochester, Minnesota, e completou-o no Centro Médico da Universidade de Loma, na Califórnia. Ele completou uma bolsa de cardiologia na Universidade do Arizona.

## Carreira
Murray trabalhou no Sharp Memorial Hospital, em San Diego, como diretor associado de seu programa de treinamento de bolsas de cardiologia. Em 1990, ele abriu um consultório privado em Las Vegas e, em 2006, fundou o Acres Homes Heart and Vascular Institute em Houston. O Dr. Murray conheceu Michael Jackson em 2006, em Las Vegas, e tratou um de seus filhos. Jackson contratou Murray para ser seu médico pessoal exclusivo antes de sua turnê em julho de 2009. Jackson insistiu para que Murray fosse contratado por seu promotor de shows, a AEG Live, por US$ 150.000 mensais, embora a AEG tenha afirmado que nunca houve um contrato com Murray.

## Vida privada
No momento em que ele começou a trabalhar para Jackson em maio de 2009, Murray teria gerado sete filhos por 6 mulheres diferentes. Ele estava em atraso na hipoteca para o lar de Las Vegas ocupado por sua primeira esposa e filhos, e devia pensão às crianças fora de seu casamento. Ele era casado com Blanche, sua segunda esposa, que conheceu na faculdade de medicina — mulher que ajudou a pagar aluguel de outra mulher, Nicole Alvarez. Murray conheceu Alvarez em um clube de cavalheiros em Las Vegas quando trabalhou como stripper e Alvarez deu à luz seu filho "Che" em março de 2009. Outro relacionamento, com uma garçonete de coquetel de Houston, também foi relatado.
Murray correu o risco de perder a sua licença médica da Califórnia devido à pensão não paga a um de seus filhos e devia 13.000 dólares a uma mulher californiana, Nenita Malibiran. Murray foi um réu em inúmeros processos civis (embora nenhum por negligência médica). Em 2008, ele havia acumulado mais de US$ 600 mil em julgamentos judiciais contra ele por equipamentos médicos e aluguel não remunerado por suas práticas no Texas e Nevada. Ele também devia US$ 71.000 para empréstimos estudantis no Meharry Medical College. Murray declarou falência em 2002, na Califórnia.

## Morte de Michael Jackson
Em 25 de junho de 2009, apenas algumas semanas após a contratação de Murray, Jackson morreu devido a uma dose letal de propofol administrada por Murray. A morte de Jackson foi documentada como homicídio; Murray admitiu administrar 25 mg de propofol por via intravenosa, por insônia, na noite de sua morte. Murray disse que tentou tratar Jackson com outras drogas e afirmou que ele apenas administrou o propofol depois que Jackson insistiu. Murray disse que estava preocupado com o fato de Jackson ter se tornado dependente da droga como um auxiliar do sono e estava tentando eliminá-la da rotina de Michael. O propofol é normalmente administrado em um ambiente hospitalar ou clínico, com monitoramento próximo e não é indicado ou aprovado como ajuda para o sono.
Em fevereiro de 2010, Murray foi formalmente acusado de homicídio involuntário. Em 27 de setembro de 2011, Murray foi julgado em Los Angeles. Ele foi condenado em novembro de 2011 e recebeu a pena máxima de quatro anos de prisão. Sua licença médica no Texas foi revogada e suas licenças da Califórnia e Nevada foram suspensas. Depois de cumprir dois anos de sua sentença, Murray foi libertado em liberdade condicional em 28 de outubro de 2013.
O pai de Jackson, Joe Jackson, entrou com um processo de morte injusta contra Murray em 2010 , mas deixou de seguir com o processo em 2012. Também em 2010, a mãe de Jackson, Katherine e três crianças, apresentaram uma ação de morte separada contra a AEG, alegando que a empresa era negligente na contratação de Murray; um júri sentenciou a favor da AEG em 2013.